# Episodi di Difesa a oltranza (prima stagione)
La prima stagione della serie televisiva Difesa a oltranza è stata trasmessa in anteprima negli Stati Uniti d'America dalla ABC tra il 16 settembre 1971 e il 2 marzo 1972.
La serie televisiva è stata preceduta da un film per la televisione dal titolo A Pattern of Morality andato in onda il 12 settembre 1971.
| nº | Titolo originale                | Titolo italiano | Prima TV USA      | Prima TV Italia |
| -- | ------------------------------- | --------------- | ----------------- | --------------- |
| 1  | Legacy of Fear                  |                 | 16 settembre 1971 |                 |
| 2  | A Lonely Stretch of Beach       |                 | 23 settembre 1971 |                 |
| 3  | Eulogy for a Wide Receiver      |                 | 30 settembre 1971 |                 |
| 4  | The Forest and the Trees        |                 | 7 ottobre 1971    |                 |
| 5  | Make No Mistake                 |                 | 14 ottobre 1971   |                 |
| 6  | Men Who Care (Part 2)           |                 | 21 ottobre 1971   |                 |
| 7  | Shadow of a Name                |                 | 28 ottobre 1971   |                 |
| 8  | Eighteen Years Next April       |                 | 4 novembre 1971   |                 |
| 9  | Nothing Personal                |                 | 11 novembre 1971  |                 |
| 10 | The Baby Sitter                 |                 | 18 novembre 1971  |                 |
| 11 | Burden of Proof                 |                 | 2 dicembre 1971   |                 |
| 12 | Until Proven Innocent           |                 | 9 dicembre 1971   |                 |
| 13 | Voice from a Nightmare          |                 | 16 dicembre 1971  |                 |
| 14 | The Triangle                    |                 | 30 dicembre 1971  |                 |
| 15 | Warlock at Mach 3               |                 | 6 gennaio 1972    |                 |
| 16 | Eight Cents Worth of Protection |                 | 13 gennaio 1972   |                 |
| 17 | Run, Carol, Run                 |                 | 20 gennaio 1972   |                 |
| 18 | Victim in Shadow                |                 | 27 gennaio 1972   |                 |
| 19 | Shine a Light on Me             |                 | 3 febbraio 1972   |                 |
| 20 | The Color of Respect            |                 | 10 febbraio 1972  |                 |
| 21 | Smiles from Yesterday           |                 | 17 febbraio 1972  |                 |
| 22 | A Question of Degree            |                 | 24 febbraio 1972  |                 |
| 23 | Murder in the Abstract          |                 | 2 marzo 1972      |                 |